# Héctor Alfonso Rodríguez Aguilar
Héctor Alfonso Rodríguez Aguilar, ensayista, editor, promotor cultural y periodista. Nace en Ciudad Guzmán, Jalisco, México, el 28 de enero de 1968. Los primeros años de su vida los vive en su ciudad natal, realizando sus estudios básicos en escuelas confesionales católicas. Posteriormente pasa temporada de estudios de secundaria en el Instituto José Luis Arregui en Sahuayo, Michoacán y de preparatoria en el Colegio San Antonio del Tecnológico de Monterrey en la población de Nicolás R. Casillas (San Agustín) Jalisco, para concluirlos en el Colegio México Franciscano de Ciudad Guzmán-Zapotlán el Grande, Jalisco.
En los años de juventud (durante los estudios preparatorianos) realiza labores de desarrollo de la comunidad, impartiendo cursos de alfabetización para el Instituto Nacional para la  Educación de los Adultos (INEA) durante el año 1987 en Ciudad Guzmán. Y como apostolado parroquial impartiendo catecismo en la parroquia "El Sagrario" y Templo de la Merced de la diócesis de Ciudad Guzmán. Se integra al trabajo pastoral de la diócesis en las Comunidades Eclesiales de Base (CEBs) en la colonia ADRA de su ciudad natal en 1987-1989.
Inicia estudios superiores en marzo de 1989, en la Facultad de Filosofía y Letras de la Universidad de Guadalajara, así como en otras cinco instituciones de educación superior del país. El año de 1993 para Héctor Alfonso es coyuntural, ya que comienza su labor como promotor cultural en su ciudad natal y en la región Sur de Jalisco; a la vez que ese año inicia el oficio de periodista colaborando con artículos para el Suplemento cultural de El Informador, de la ciudad de Guadalajara que dirigía el escritor y periodista Luis Sandoval Godoy. Durante los años 1994-1995, recibe las becas de estudiante e investigador del Consejo Estatal para la Cultura y las Artes de Jalisco y FECA de Jalisco con la investigación de la vida y obra del escritor y diplomático  Guillermo Jiménez. En el mismo año de 1994 colabora para el Diario de Colima, como editorialista y columnista del suplemento Ágora. En 1996-1997 realiza un diplomado en Animación cultural para Jóvenes convocado por la Universidad de Guadalajara y el Conaculta, mismo que le sirve para profesionalizar su labor en pro de la cultura, y lo catapulta como el mejor promotor cultural de la Región Sur de Jalisco.  
Realiza labor sin goce de sueldo para la regiduría de cultura del gobierno municipal de Zapotlán el Grande, Jalisco, con el programa: La filosofía ante el siglo XXI, y como asesor de cultura del regidor titular de dicha cartera, Roberto García Correa, durante el período de gobierno 1998-2000. Entre sus labores como promotor cultural y filosófico, organizó los coloquios sobre Federico Nietzsche por el centenario de su muerte en 2001 en Casa del Arte del CUSur de la Universidad de Guadalajara y otro posterior sobre el mismo Nietzsche en 2009 en Casa Taller "Juan José Arreola"; el de Immanuel Kant en 2004 en el Auditorio de la Casa de la cultura de Zapotlán el Grande; el de El  Quijote de la Mancha por los 400 años, titulado: "400 años contra molinos de viento" en 2005, llevado a cabo en el Auditorio de Casa de la Cultura y de la Comunidad Agraria de Ciudad Guzmán; y el coloquio "Juan Rulfo: Del Sur de Jalisco para el mundo: La obra literaria de Juan Rulfo", en 2010 en Casa Taller Literario "Juan José Arreola". 
Director fundador de los talleres y cursos de filosofía en su ciudad natal desde 2011 a la fecha. Ha organizado los siguientes cursos: diplomatura en "Filosofía del materialismo histórico" impartido por el Mtro. Enrique Barragán Chávez; así mismo los siguientes cursos: "Filosofía de la Religión", "Economía Política" y "Filosofía Política" y el Curso de Filosofía de Santo Tomás de Aquino (tomismo) a cargo del Dr. Francisco Romero Carrasquillo. Todos avalados por la Fundación Santo Tomás de Aquino, A.C. Es director fundador de la Cátedra Mexicana de Teología "Fray Antonio de Aguilar" en 2005. Fue director y fundador de la Cátedra Nacional de Filosofía "Mtro. Roberto García Correa" durante seis años, 2006-2012; ese mismo año 2012 desaparece esta cátedra filosófica por inconvenientes en relación a la familia García Aguilar, deudos de García Correa. El 27 de noviembre de 2018 se fundó, con un evento en Casa Taller Literario "Juan José Arreola", la Cátedra de Literatura y Artes "Guillermo Jiménez", con un interesante programa cultural. Ha colaborado para casi todas las publicaciones periodísticas de su localidad y de la región Sur de Jalisco. Así mismo en su tesón por promover la cultura: funda las editoriales: Aquilaqua editorial y Editorial Sotavento Ltd., mismas donde ha editado una docena de libros de autores con trayectoria.
Como escritor es autor de los siguientes libros: Propuestas y proyectos para Zapotlán, Cultura, economía y sociedad; prospectiva 2009-2020, editorial El Juglar, 2009; Guillermo Jiménez, ensayo biográfico, Archivo Histórico Municipal de Zapotlán el Grande, 2010; Guillermo Jiménez, visión panorámica de vida y obra,  Editorial Sotavento Ltd., 2014. En marzo de 2019, aparece el libro: Un copo de nieve en el duelo de su traje, obras de Guillermo Jiménez, recopilado y dispuesto para su publicación por parte de Rodríguez Aguilar, y editado por Taller Editorial La Casa del Mago de Guadalajara, Jalisco. Fundador presidente de la Fundación Santo Tomás de Aquino, A.C. El 4 de agosto de 2016 junto con un joven compañero inició el proceso para la fundación de una institución de vida religiosa denominada Fraternidad Predicadores de Santo Tomás de Aquino, que inició con trabajo misionero en la Prelatura del Nayar; y en apoyo durante la Semana Santa en una comunidad del Sur de Jalisco. 
Actualmente es director de tres publicaciones mensuales, los periódicos: El Mensajero de Santo Tomás y La Gaceta Literaria, ambos editados en Ciudad Guzmán y auspiciados por la Fundación Santo Tomás de Aquino, A.C. El 27 de junio de 2018, inició la publicación de un periódico de información noticiosa para la comunidad de Ciudad Guzmán llamado Cruz del Sur. Ha colaborado estrechamente con el organizador de las cinco ediciones del Coloquio filosófico de Karl Marx que se realiza anualmente en Ciudad Guzmán, evento organizado conjuntamente con instituciones culturales de Zapotlán el Grande. El 24 de febrero de 2017 funda el Centro de Estudios Filosóficos y Teológicos "Dr. Mauricio Beuchot" en Ciudad Guzmán, con el fin de impartir cursos y estudios de nivel profesional de filosofía, teología, sagradas escrituras y religión para la población de la región Sur de Jalisco. El 27 de febrero de 2019, como miembro de la Fundación Santo Tomás de Aquino, A.C. hace la inauguración de la Universidad Central Autónoma Santo Tomás de Aquino (UCASTA). Asimismo, el 15 de febrero de 2020 se inicia y funda la escuela de estudios bíblicos denominada "Instituto Bíblico Católico de Zapotlán" que está incorporada en sus estudios de diplomado con la Comunidad Teológica de México (CTM) y con el apoyo del Dr. Dan González-Ortega rector de la CTM.  Como testimonio: El escritor jalisciense Víctor Manuel Pazarín considera que Rodríguez Aguilar es uno de los mejores ensayistas con que cuenta en la actualidad Zapotlán el Grande, Jalisco. Por invitación del señor obispo Mons. Braulio Rafael León Villegas, hoy obispo emérito de la diócesis de Ciudad Guzmán, Jalisco, México, asiste durante los meses de julio y agosto de 2017, al curso de Introducción a la Pastoral de la Cultura convocado por la Provincia Eclesiástica de Guadalajara, y organizado en la Universidad del Valle de Atemajac de Guadalajara (UNIVA); busca integrarse a la comisión diocesana de pastoral de la cultura, objetivo que no prospera debido a la llegada de un nuevo obispo a la diócesis,  Óscar Armando Campos Contreras, quien tiene otras disposiciones.